# Cecilia Malmström
Anna Cecilia Malmström (Estocolmo, 15 de maio de 1968) é uma política sueca,
que ocupa presentemente (2014-2019) o cargo de Comissária Europeia do Comércio na Comissão Europeia. Anteriormente foi Comissária Europeia dos Assuntos Internos (2009 a 2014). Antes de ocupar estes postos, foi  Ministra dos Assuntos Europeus do Governo sueco, entre 2006 e 2010, e deputada do Parlamento Europeu desde 1999 até 2006.
Ela é membro do Partido Liberal, que faz parte da Aliança dos Democratas e Liberais pela Europa.
Quando era deputada do Parlamento Europeu, era membro da Comissão dos Assuntos Externos. Ela também foi um membro substituto para a Comissão do Mercado Interno e da Protecção do Consumidor. 
Cecilia Malmström nasceu em Estocolmo, mas cresceu em Gotemburgo e na França. Ela fala sueco, inglês, espanhol e francês fluentemente, e também fala um pouco em alemão e italiano. Ela reside atualmente em Gotemburgo com o marido e as duas filhas gémeas. 
Durante o seu mandato como deputada, ela também deu início à campanha web [oneseat.eu], que visa tornar o Parlamento Europeu sediado, permanentemente, em Bruxelas. 
Cecilia Malmström suporta a integração da Suécia e da introdução do euro no país. Em agosto de 2007, foi um dos políticos  a apoiar um novo referendo sobre o euro (o primeiro foi em 2003).